# Camilla Baresani
Camilla Baresani Varini (Brescia, 25 febbraio 1961) è una scrittrice italiana.

## Biografia
Prima di esordire in campo letterario si è occupata della gestione di un villaggio turistico sul lago di Garda, a Desenzano e, dopo la laurea in Lettere moderne all'Università degli Studi di Milano, ha insegnato nelle scuole superiori. Nel 2000 è uscito il primo romanzo, Il plagio, pubblicato da Arnoldo Mondadori Editore nella collana Scrittori Italiani e Stranieri. Nello stesso anno ha scritto una pièce radiofonica, Al ristorante del buon ricordo, con la regia di Andrea Barzini e interpretato fra gli altri da Laura Betti e Massimo Popolizio. 
I suoi successivi romanzi sono editi da Mondadori, Bompiani, Feltrinelli e La nave di Teseo. Con il romanzo L'imperfezione dell'amore ha vinto il premio Forte Village Montblanc - scrittore emergente dell'anno. Con il romanzo Un'estate fa ha vinto il Premio Hemingway e il Premio Selezione Rapallo. Tre collaborazioni letterarie: i racconti di TIC – Tipi italiani contemporanei, corredati dai sondaggi di Renato Mannheimer,  Bompiani, 2006;  La cena delle meraviglie, con le ricette di Allan Bay, Feltrinelli, 2007; e i 63 racconti di Vini, amori, corredati dalle schede di vini scelti e commentati da Gelasio Gaetani d'Aragona e dalle illustrazioni di Valeria Petrone. Ha curato un libro sul cioccolato, Alla ricerca del cacao perduto, Gribaudo, 2011. Il suo romanzo Il sale rosa dell'Himalaya ha ricevuto il Premio Internazionale di Letteratura Città di Como, il Premio Cortina d'Ampezzo, il Premio Città di Vigevano. Il romanzo/pamphlet Gli sbafatori, pubblicato nel 2015 è edito da Mondadori Electa. Nel 2019 ha pubblicato il romanzo Gelosia con La nave di Teseo.
Suoi libri e racconti sono pubblicati in Olanda, Stati Uniti, Romania.  Una sua voce compare nel Dizionario affettivo della lingua italiana pubblicato da Fandango. È autrice della postfazione del romanzo di Elaine Dundy Il dolce frutto, BUR 2011, dell'introduzione ai racconti-inchiesta di Nero Wolfe, Entra la morte di Rex Stout, BEAT 2013 e dell'introduzione a La cucina in valigia di Gaia Servadio, Neri Pozza, 2022. Il volume 12 apostati curato da Filippo La Porta, Damiani editore 2015, contiene un suo microsaggio. Il volume Non si può tornare indietro a cura di Christian Rocca, Marsilio 2015, che raccoglie i contributi dei collaboratori di IL del Sole 24 ore, contiene due suoi reportage. Suoi racconti sono presenti nei volumi collettanei K - Sesso (Linkiesta, 2022) e La Parola e i racconti (Editrice Vaticana, 2022). 
Ha collaborato con il quadrimestrale Panta, con L'Erasmo, ed è stata nel comitato editoriale del trimestrale IDEM, di cui era editorialista. Fa parte del comitato editoriale di Nuovi Argomenti, con cui collabora.
Nel 2002, dopo la pubblicazione del secondo romanzo, ha iniziato a collaborare con i giornali. Ha scritto su Il Foglio, Il Sole 24 ore, Vanity Fair, Panorama, Corriere della Sera. Ha collaborato con Sette, con Io Donna, con Style del Corriere della Sera , con IL del Sole 24 ore, con Grazia, con HUB del Corriere del Ticino. Per Il Sole 24 ore Domenica dal 2002 al 2011 ha firmato la rubrica mensile Diario di una golosa sul mondo dei ristoranti.
Per CoolTour, il programma quotidiano di informazione culturale di Rai5, ha condotto CoolChef, una rubrica di interviste ai migliori cuochi italiani.
Dal 2009 al 2017 è docente di Scrittura creativa presso il Master in Giornalismo della Università IULM di Milano. Dal 2017 è docente alla Scuola di scrittura Molly Bloom fondata da Leonardo Colombati ed Emanuele Trevi. I corsi si tengono a Roma, Milano e Lecce.
Nel 2016 è stata nominata presidente del CTB, Centro Teatrale Bresciano.
Dal 2016 è curatrice del programma di Writers in Residence, appuntamento che si tiene ogni ad Anacapri nel mese di ottobre, con incontri tra scrittori e studenti delle scuole superiori.
Nel 2017 e 2018 diventa autrice e conduttrice di "Mangiafuoco", programma radiofonico in onda su Radio 1, con Sandrone Dazieri e Angela Mariella.
Da ottobre 2017 firma sulle pagine romane del Corriere della sera la rubrica settimanale Roma Ghiotta.
Nel 2019 ha sposato il giornalista Paolo Giaccio, deceduto il 29 luglio dello stesso anno.
È autrice del format Romanzo Italiano, otto puntate con interviste a ventinove scrittori italiani, in onda su Rai 3 da dicembre 2019, condotto da Annalena Benini.
Il 27 dicembre 2019 ha ricevuto dal presidente della Repubblica Sergio Mattarella l'onorificenza di Ufficiale Ordine al merito della Repubblica Italiana.

## Opere
- Il plagio. La volpe è un lupo che manda fiori, Milano, Mondadori, 2000. ISBN 88-04-47490-4.
- Sbadatamente ho fatto l'amore, Milano, Mondadori, 2002. ISBN 88-04-50070-0.
- Il piacere tra le righe. Le seduzioni della lettura, Milano, Bompiani, 2003. ISBN 88-452-5430-5.
- L'imperfezione dell'amore, Milano, Bompiani, 2005. ISBN 88-452-3384-7.
- TIC. Tipi italiani contemporanei, con Renato Mannheimer, Milano, Bompiani Overlook, 2006. ISBN 88-452-5623-5.
- La cena delle meraviglie, con Allan Bay, Milano, Feltrinelli, 2007. ISBN 978-88-07-49060-6.
- Un'estate fa, Milano, Romanzo Bompiani, 2010. ISBN 978-88-452-6405-4.
- Alla ricerca del cacao perduto. In viaggio con Gianluca Franzoni per svelare la magia del cioccolato, a cura di, con la collaborazione di Gianluca Franzoni, Milano, Gribaudo, 2011. ISBN 978-88-580-0476-0.
- Il sale rosa dell'Himalaya, Milano, Romanzo Bompiani, 2014. ISBN 978-88-452-7285-1.
- Vini, amori, con Gelasio Gaetani d'Aragona, Milano, Bompiani, 2014. ISBN 978-88-452-7755-9.
- Gli sbafatori, Milano, Mondadori, 2015. ISBN 978-88-370-9510-9.
- Gelosia, Milano, La nave di Teseo, 2020. ISBN 8893449226